# Bob Carr
Robert John „Bob“ Carr (* 28. září 1947) je australský politik, senátor a v letech 2012–2013 ministr zahraničních věcí za Australskou stranu práce. Předtím byl od 4. dubna 1995 do 3. srpna 2005 premiérem Nového Jižního Walesu jako jeho vůbec nejdéle sloužící premiér.
Dne 2. března 2012 ohlásila australská premiérka Julia Gillardová, že Bob Carr se stane senátorem za Nový Jižní Wales a jmenovala ho ministrem zahraničí Austrálie. 